# 北杜市有線テレビ放送施設
北杜市有線テレビ放送施設（ほくとしゆうせんテレビほうそうしせつ）は、山梨県北杜市の一部をサービスエリアとしていたケーブルテレビ施設である。
合併以前の高根町・大泉村・小淵沢町が運営していたケーブルテレビ施設を引き継いだものであった。後述にあるように日本ネットワークサービス（本社：山梨県甲府市）に事業譲渡し、現在は自主放送番組の制作のみを行っている。別称「北杜市ケーブルテレビ」「北杜市CATV」。
本記事では、事業譲渡前の状況について解説する。

## サービスエリア
- 山梨県北杜市の一部（旧・高根町、旧・大泉村、旧・小淵沢町）

### 放送施設等所在地
全て山梨県北杜市。
- 旧 高根ふれあいテレビ - 高根町村山北割3261番地
  - 指定管理者「株式会社ネットワーク北杜」の所在地となっている。
- 旧 大泉さわやかステーション - 大泉町西井出3193番地
- 旧 にこにこすていしょん - 小淵沢町1574番地2

### 備考
北杜市は北巨摩郡に属していた明野村・大泉村・須玉町・高根町・長坂町・白州町・武川村・小淵沢町の8町村が合併して成立した市である。
かつての「北杜市有線テレビ放送施設」エリア外の地区のうち、明野村・須玉町・長坂町と小淵沢町の一部では従前から日本ネットワークサービスがケーブルテレビサービスを実施している。残る白州町・武川村の地域は「有限会社 韮崎電設」（本社：韮崎市下祖母石2064）によるケーブルテレビサービスが実施されている。
なお白州町大武川地区のみであるが、エルシーブイ（本社：長野県諏訪市）エリアである。「北杜市有線テレビ放送施設」による自主放送番組「週刊ほくとニュース」は、日本ネットワークサービスの北杜市エリア（事業譲渡後も同様）・韮崎電設でも放送されている。

## 沿革
- 1993年（平成5年） - 高根町に「高根町農村情報連絡施設の設置及び管理に関する条例」制定。
- 時期不詳 - 高根ふれあいテレビが開局。
- 1995年（平成7年） - 小淵沢町に「小淵沢町農村多元情報システムの設置及び管理に関する条例」制定。
- 1996年（平成8年） - 小淵沢にこにこすていしょんが開局。
- 2001年（平成13年） - 大泉村に「大泉村ケーブルテレビ情報連絡施設の設置及び管理に関する条例」制定。
- 時期不詳 - 大泉さわやかステーションが開局。
- 2004年（平成16年）11月1日 - 北巨摩郡に属していた7町村の合併により「高根ふれあいテレビ」と「大泉さわやかステーション」が統合。北杜市有線テレビ放送施設となる。
- 2006年（平成18年）3月15日 - 小淵沢町の編入合併。「にこにこすていしょん」統合。
- 2008年（平成20年）4月1日 - 指定管理者制度により、株式会社ネットワーク北杜（日本ネットワークサービスにより設立された子会社）の運営となる。
- 2009年（平成21年） - デジタル放送開始
- 2019年（平成31年/令和元年）
  - 4月1日 - 日本ネットワークサービスに事業譲渡される。
  - 5月31日 - 北杜市が設置していた同市内の事務所を閉鎖。

## 主な放送チャンネル

### 地上波系列別再送信局
| NHK-G   | NHK-E   | NNN/NNS  | ANN        | JNN        | TXN        | FNN/FNS    | JAITS        |
| ------- | ------- | -------- | ---------- | ---------- | ---------- | ---------- | ------------ |
| NHK甲府 | NHK甲府 | 山梨放送 | テレビ朝日 | テレビ山梨 | テレビ東京 | フジテレビ | TOKYO MX tvk |

### テレビ局
地上デジタル放送
| デジタル | 放送局          |
| -------- | --------------- |
| D011-012 | NHK総合・甲府   |
| D021-023 | NHK Eテレ・甲府 |
| D031-033 | tvk             |
| D041-043 | YBS山梨放送     |
| D051-053 | テレビ朝日      |
| D061-062 | UTYテレビ山梨   |
| D071-073 | テレビ東京      |
| D081-083 | フジテレビ      |
| D091-093 | TOKYO MX        |
| D101     | 自主放送        |
| D111     | 自主放送        |

日本テレビの番組は山梨放送で、TBSテレビの番組はテレビ山梨でそれぞれ多くが視聴できる。
BSデジタル放送
| チャンネル | 放送局           |
| ---------- | ---------------- |
| BS101-102  | NHK BS           |
| BS141-143  | BS日テレ         |
| BS151-153  | BS朝日           |
| BS161-163  | BS-TBS           |
| BS171-173  | BSテレ東         |
| BS181-183  | BSフジ           |
| BS191      | WOWOWプライム    |
| BS192      | WOWOWライブ      |
| BS193      | WOWOWシネマ      |
| BS200      | スターチャンネル |
| BS211      | BS11             |
| BS222      | TwellV           |

- BSデジタル放送の他に、CSデジタル放送も実施されている。STB（デジタルCATVチューナー）により視聴する方式である。
- CSデジタル放送は日本ネットワークサービスにより実施されており、利用出来る放送は公式サイト内のpdfファイル「STBと専門チャンネルのパンフレット(1MB)」で公表されている。